# هارولد كلارك غودارد
هارولد كلارك غودارد (بالإنجليزية: Harold Clarke Goddard)‏ هو ناقد أدبي وصحفي أمريكي، ولد في 1878، وتوفي في 1950.